# وزارت فرهنگ جمهوری آذربایجان

یکی از نماد های اصیل این وزارتخانه

وزارت فرهنگ جمهوری آذربایجان (ترکی آذربایجانی: Azərbaycan Respublikasının Mədəniyyət Nazirliyi) یکی از وزارتخانه‌های دولت آذربایجان می‌باشد، که موظف به تنظیم فعالیت‌های فرهنگی و تبلیغ فرهنگ این کشور است. آنار کریموف سرپرستی وزارت فرهنگ را بر عهده دارد.

## تاریخچه
این وزارتخانه در ماه مه سال ۱۹۵۳، زمانی که آذربایجان جزو شوروی بود، با هدف حفظ، توسعه و تبلیغ فرهنگ و هنر غنی آذربایجان تأسیس شد. تعهدات همان وزارتخانه شامل اجرای برنامه‌های فرهنگی محلی، بین‌المللی و برگزاری برنامه‌ها در کشورهای گونه‌گون بود. هدف از تأسیس وزارت فرهنگ حفظ آثار و املاک و مستغلات تاریخی، نوسازی و استفاده از آنها، مدرنیزهٔ کتابخانه‌ها و موزه‌ها، حفاظت و ترویج ادبیات شفاهی آذربایجانی، توسعه باشگاه‌های فرهنگی، تفرجگاه‌ها و پارک‌ها، احیای حوزهٔ گردشگری، پیشبرد تئاتر، موسیقی و اشکال دیگر هنر، بازیابی سینما و انتشار کتاب و غیره… بود.
پس از فروپاشی شوروی و استقلال جمهوری آذربایجان، وزارتخانه‌های این سرزمین مجدداً تشکیل شدند. طبق دستور شماره ۳۵۹ الهام علی‌اف، رئیس جمهوری آذربایجان مورخ ۳۰ ژانویه سال ۲۰۰۶، وزارت فرهنگ و وزارت جوانان، ورزش و گردشگری جمهوری آذربایجان لغو شده و وزارت فرهنگ و گردشگری جمهوری آذربایجان بر اساس وزارت فرهنگ قبلی بنیان گردید. بنابه فرمان شماره ۳۹۳ رئیس جمهوری آذربایجان به تاریخ ۱۸ آوریل سال ۲۰۰۶، آیین‌نامه وزارت فرهنگ و گردشگری به تصویب رسید. طبق فرمان ۲۰ آوریل ۲۰۱۸ رئیس جمهوری آذربایجان در خصوص برخی اقدامات برای ارتقاء سطح مدیریت امور دولتی، در زمینه توریسم، وزارت فرهنگ و گردشگری جمهوری آذربایجان منتفی شده و به ازای آن دو نهاد دولتی همچون وزارت فرهنگ جمهوری آذربایجان و آژانس دولتی گردشگری جمهوری آذربایجان راه‌اندازی گردید.